# Ludvig Oppermann
Ludvig Henrik Ferdinand Oppermann (también escrito como Ludwig Hinrich Ferdinand Oppermann) (7 de septiembre de 1817 - 17 de agosto de 1883) fue un matemático, actuario y filólogo danés. Es conocido por haber formulado la denominada conjetura de Oppermann sobre la distribución de los números primos.

## Semblanza
Su padre, Johann Carl Vincent Oppermann (1784-1861) era profesor y procedía de Hannover; y su madre, Johanne Margrethe Oxenbølle, era danesa. Oppermann asistió a la Escuela de la Catedral de Odense y se graduó en 1834 con distinciones. A continuación estuvo solo medio año en el Politécnico y luego estudió filología en la Universidad de Copenhague, examinándose en 1843. De 1846 a 1851 enseñó idiomas en la Escuela de la Catedral de Aarhus. Desde 1852 fue profesor de alemán en la Universidad de Copenhague, a partir de 1855 con el título de profesor. De 1861 a 1870 también fue matemático jefe y director de la institución danesa de rentas vitalicias (Livrenteanstalten), pero no fue contratado cuando se restableció en 1871, y posteriormente actuó como asesor de la institución de seguros de vida.
Fue auditor del estado durante cuatro años y también aprobó el examen forestal en 1852, pero no obtuvo el puesto que quería en supervisión forestal, lo que lo amargó.
Bajo el seudónimo En Dilettant publicó en la revista Diario para matemáticos. Tenía dotes para las matemáticas, pero acostumbraba a no utilizar los últimos métodos, remontándose a autores clásicos como Arquímedes, Newton o Gauss, a los que situaba por encima de todos los demás y con cuyas obras estaba muy familiarizado. Las conversaciones con él estimularon el trabajo de otros matemáticos e historiadores de las matemáticas daneses (como Zeuthen o Heiberg). Calculó tablas de mortalidad para Dinamarca y desarrolló una fórmula para ello, que Jørgen Pedersen Gram publicó.
Dio forma a la conjetura de Legendre en teoría de números, y publicó distintos artículos sobre matemática numérica (fórmulas de interpolación de Newton y Briggs), estadística y matemática actuarial.
De 1848 a 1861, con una breve interrupción, fue miembro del Parlamento (Folketing) por el Partido Nacional Liberal.
Entre sus estudiantes figuró Jørgen Pedersen Gram. En 1875 se convirtió en miembro de la Real Academia Danesa de Ciencias.
En 1847 se casó con la hija de un obispo luterano, Helga Borghild Alvilde Faber (1820-1905), con quien tuvo tres hijos.